# Północna linia graniczna
Północna linia graniczna (kor. 연평해전, Yeonpyeong haejeon) – południowokoreański film wojenny w reżyserii Kima Hak-soon, którego premiera odbyła się 24 czerwca 2015 roku.

## Obsada
Źródło: Filmweb

- Kim Mu-yeol – kapitan Yoon Yeong-ha
- Jin Goo – sierżant Han Sang-gook
- Lee Hyun-woo – kapral Park Dong-hyeok
- Jang Joon-hak – Hwang Do-hyeon
- Kim Hie-jeong – matka Park Dong-hyeok
- Joo Hee-joong – Seo Hoo-won
- Han Seong-yong – sierżant Lee
- Park Hyo-jun
- Lee Wan – porucznik Lee Hee-wan
- Kim Ji-hun – Jo Cheon-hyeong
- Kim Ha-gyoon – Bosman
- Kim Dong-hee – Kwon Gi-hyeong
- Kim Dong-beom – Kim Il-byeong
- Lee Cheol-min – generał
- Park Jeong-hak – Lee Dae-joon
- Chun Min-hee – Kim Ji-seon

## Produkcja
Reżyser otrzymał milion dolarów amerykańskich od organizacji Korean Film Council na przygotowanie efektów 3D przez południowokoreańskie przedsiębiorstwo Dnext Media. Trzy z sześciu milionów dolarów budżetu filmu zostało zebranych przez crowdfunding. Zdjęcia do filmu były realizowane od 28 lipca do grudnia 2014 roku.

## Odbiór

### Dochód
Film zadebiutował na pierwszym miejscu listy najbardziej dochodowych filmów w Korei Południowej mając udziały 31,5% na rynku. Film zarobił 37 milionów dolarów amerykańskich.

### Nominacje
Źródło: Internet Movie Database
| Rok  | Nagroda          | Kategoria       | Nominacja     |
| ---- | ---------------- | --------------- | ------------- |
| 2015 | Grand Bell Award | Best Film       | Film          |
| 2015 | Grand Bell Award | Best New Actor  | Lee Hyun-woo  |
| 2015 | Grand Bell Award | Best Screenplay | Kim Hak-soon  |
| 2015 | Grand Bell Award | Best Editing    | Steve M. Choe |